# Emily Ruete
Emily Ruete (Ciutat de Zanzíbar, 30 d'agost de 1844 - Jena, 29 de febrer de 1924), nascuda com a sàyyida Salme (‘princesa Salme’) de Zanzíbar i Oman, fou la filla del sàyyid Saïd ibn Sultan Al Busaid, sultà de Zanzíbar i Oman.

## Primers anys a Zanzíbar
La sàyyida Salme va néixer el 30 d'agost de 1844, filla del soldà Saïd de Zanzíbar i Oman i de Jilfindan, una concubina circassiana. Va passar els seus primers anys a l'enorme palau de Bet il Mtoni, a la costa del mar a 8 km al nord de Stone town (El palau va ser demolit en gran part l'any 1914). Va aprendre a parlar àrab i suahili. L'any 1851 es va traslladar a Bet il Watoro, la casa del seu germà Màjid ibn Saïd, que posteriorment es convertiria en sultà de Zanzíbar. El seu germà li va ensenyar a muntar a cavall i a disparar. El 1853 es va traslladar amb la seva mare a Bet il Tani. En secret va aprendre per si mateixa a escriure, una habilitat inusual per a una dona de la seva època.
Quan el seu pare el soldà va morir el 1856, Salme tenia 12 anys, va ser declarada major d'edat i va rebre la seva herència paterna, que consistia en una plantació amb una residència i 5.429 lliures. A la mort del seu pare el seu germà, el sàyyid Twuwaini Bin Said, va esdevenir soldà de Mascate i Oman i el seu germà Màjid va esdevenir soldà de Zanzíbar.
El 1859 va morir la seva mare Jilfidan, i Salme va rebre com a herència materna tres plantacions. Aquell mateix any va esclatar una disputa entre dos dels seus germans, Màjid i Barghash. Com que sabia escriure, es va convertir en secretària de la facció de Barghash. Amb l'ajuda d'un vaixell de guerra britànic la insurrecció de Barghash va ser aviat sufocada; Barghash va ser enviat a l'exili a Bombai durant dos anys i Salme es va retirar a una de les seves propietats a Kisimbani.
Finalment Salme va tornar a la Ciutat de Pedra i es va reconciliar amb el sultà Majid. Aquest acte va fer que es guanyés l'enemistat del seu germà Barghash, així com la separació amb Khwala, la seva germana favorita.
Mentre vivia a Stone Town es va prometre matrimonialment amb el seu veí, un comerciant alemany anomenat Rudolph Heinrich Ruete (10 de març de 1839 - 6 d'agost de 1870). L'agost de 1866 Salme va fugir a bord del vaixell de guerra britànic Highflier a Aden, on donà a llum el seu primer fill, Heinrich, el 7 de desembre de 1866, que va morir l'abril de 1867. El 31 de maig de 1867 es va convertir al cristianisme, i es va batejar com a Emily, per casar-se amb Rudolph Ruete, i a continuació es va traslladar amb ell a Hamburg.

## Vida a Europa

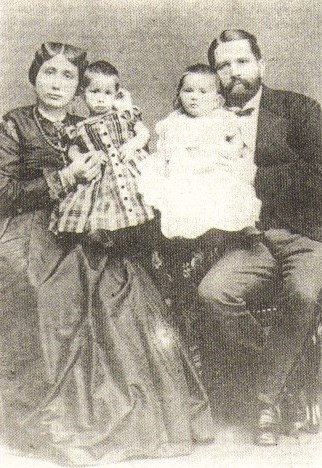
Emily amb el seu marit i dos dels seus fills.

El matrimoni Ruete es va establir a Hamburg, on van tenir un altre fill i dues filles:
- Antonia Thawke Ruete (24 de març 1868-?), que es va casar amb Eugene Brandeis (1846-1919) el 1898 i va tenir dues filles.
- Rudolf Said-Ruete (13 d'abril de 1869 - 1 de maig de 1946). Un periodista i escriptor, que amb l'ascens al poder del partit nazi, va renunciar a la seva ciutadania alemanya el 1934 i es va establir a Londres, convertint-se en súbdit britànic. Va morir a Lucerna, Suïssa després de la Segona Guerra Mundial. El 1901 es va casar amb Mary Therese Matthias (1872-?) i va tenir un fill i una filla Werner Heinrich (1902-?) i Salme Matilda Benvenuta Olga (1910-?). Amb aquest matrimoni es va convertir en cosí polític d'Alfred Moritz, Baró de Melchett, el primer canceller de les Indústries Químiques Imperials.
- Rosalie Ghuza Ruete (16 d'abril 1870-?), que es va casar amb el Major-General Martin Troemer de l'Exèrcit Reial Prussià.

Rudolph H. Ruete, el marit d'Emily, va morir el 1870 en un accident de tramvia, deixant la seva esposa i els seus fills en una situació econòmica difícil, perquè les autoritats alemanyes van negar a Emily drets hereditaris. En part per alleugerir els seus problemes econòmics, Emily Ruete va escriure Memòries d'una princesa àrab de Zanzíbar, que va ser publicada a Alemanya el 1886 i posteriorment als Estats Units i el Regne Unit. El llibre constitueix la primera autobiografia coneguda d'una dona àrab, i presenta un escenari íntim de la vida a Zanzíbar entre els anys 1850 i 1865, així com una descripció dels prínceps Màjid i Barghash bin Said, que van ser sultans de Zanzíbar.
A la mort del seu marit, Emily Ruete va participar en els plans colonials del canceller Otto von Bismarck. Hi va haver especulacions de què Bismarck volia convertir el seu fill Rudolph en sultà de Zanzíbar. Emily va tornar a Zanzíbar el 1885 i el 1888. Entre 1889 i 1914 va viure a Beirut, el Líban i Jaffa. Va morir a Jena, Alemanya, als 79 anys, a causa d'una greu pneumònia.
Hi ha una exposició permanent sobre Emily Ruete al Palau del Poble a Stonetown, el palau construït pel seu germà, el sultà Barghash.

## En la ficció
Emily Ruete apareix com un personatge secundari a la novel·la Trade Wind de M.M. Kaye. El llibre, ambientat a Zanzíbar a finals de la dècada de 1850, esmenta la seva participació en el fallit intent del seu germà Barghash d'arrabassar el tron de Zanzíbar al seu germà Majid i l'interès de la princesa Salme en casar-se amb Rudolph.